# Johann I. (Utrecht)

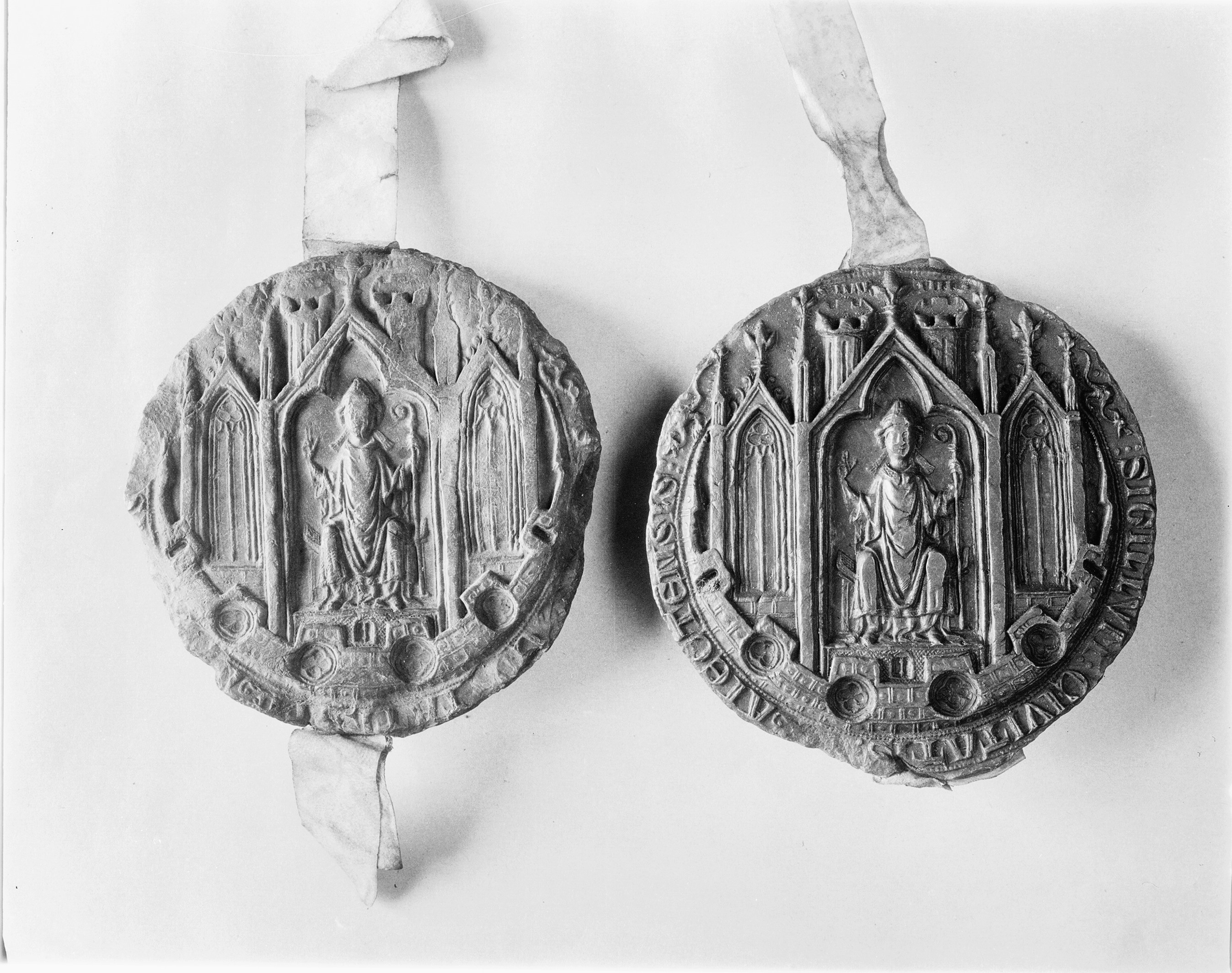
Johann möglicherweise auf zwei Utrechter Stadtsiegels abgebildet

Wappen der Diözese von Utrecht

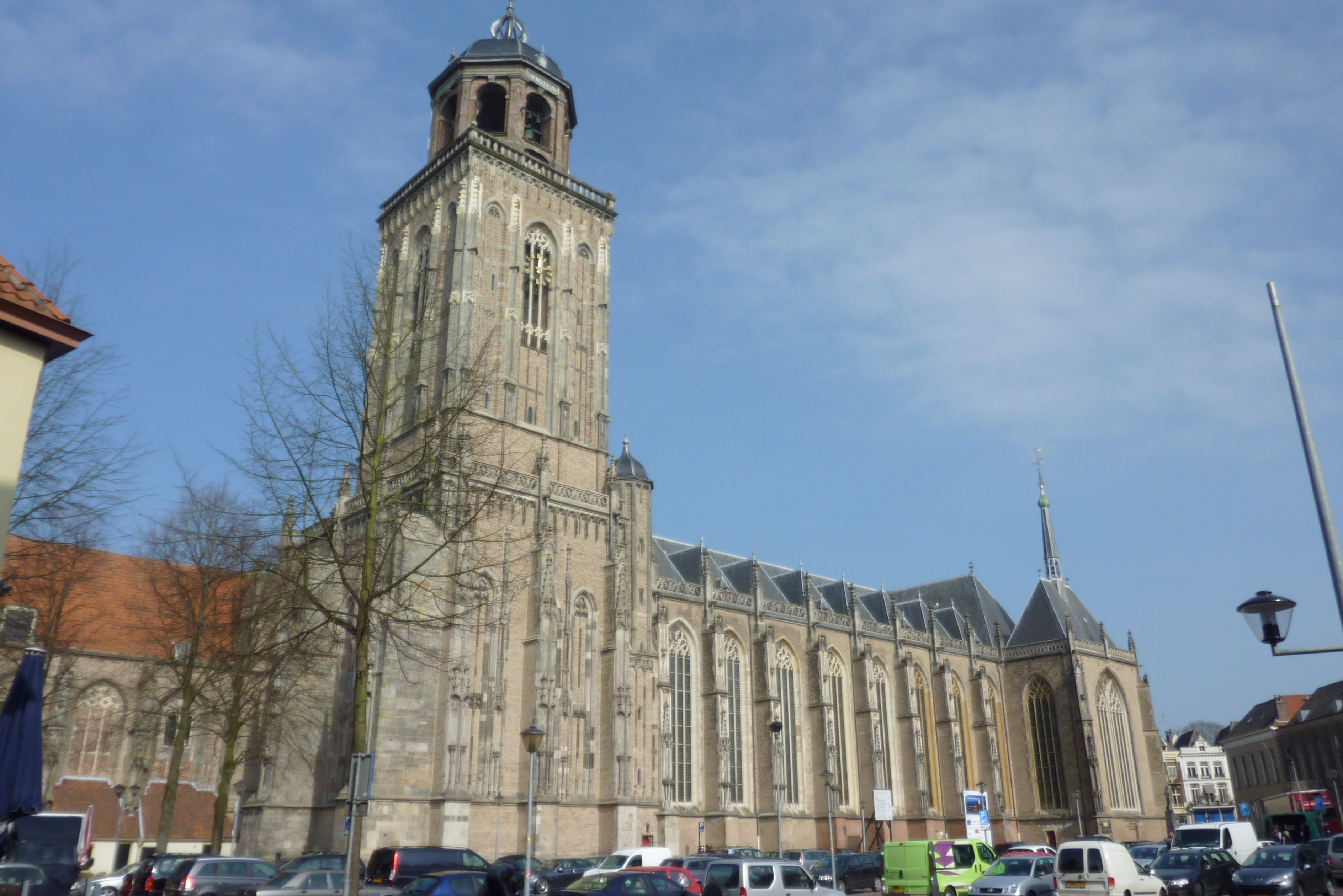
Der Lebuinuskirche in Deventer

Johann von Nassau († Deventer, 13. Juli 1309) war ein Geistlicher aus dem Haus Nassau. Er war von 1267 bis 1290 als Johann I. Elekt des Stifts Utrecht. Er kümmerte sich nicht viel um seine spirituellen Funktionen, und seine nationale Regierung scheiterte auch an seiner schwachen politischen und schlechten Finanzverwaltung. Während seiner Regierungszeit nahm der Einfluss der Grafschaft Holland in das Stift stark zu. Die Regierung Johanns war eine der schlechtesten, welche sich das Stift gefallen lassen musste; ohne Talent und Energie, allen sinnlichen Genüssen sklavisch ergeben war es ihm nie möglich, den innern Frieden zu wahren, worunter namentlich das Niederstift viel zu leiden hatte.

## Leben
Johann war der sechste Sohn des Grafen Heinrich II. dem Reichen von Nassau und Mathilde von Geldern und Zütphen, die jüngste Tochter des Grafen Otto I. von Geldern und Zütphen und Richardis von Scheyern-Wittelsbach. Johann wird zum ersten Mal in einem Urkunde aus dem Jahr 1247 erwähnt. Von 1262 bis 1265 war er Archidiakon der Condroz.
Unter dem Einfluss seines Vetters Graf Otto II. von Geldern wurde Johann 1267 zum Nachfolger von Heinrich von Vianden als Bischof des Stift Utrecht gewählt. Da Papst Clemens IV. (auf Veranlassung des Erzbischofs von Köln) dieser Wahl nicht zustimmte, wurde Johann nie zum Bischof geweiht und blieb Elekt. Deshalb schloss er sich auch Otto II. von Geldern an, als dieser den Erzbischof von Köln bekriegte, war aber nicht im Stande, seinem Vetter irgendwelchen wesentlichen Beistand zu leisten. Denn schon ein Jahr nach seiner Erwählung überschwemmten zahlreiche nordholländische Banden, die sich gegen ihre adeligen Herren empört hatten, das Stift, zerstörten viele Schlösser und erschienen zuletzt selbst vor Utrecht, dessen sie sich mit Hilfe der Poorter bemächtigten, so dass Johann gezwungen war, zuerst nach Geldern und dann ins Oberstift zu fliehen. Amersfoort fiel ebenfalls von ihm ab, und als die genannten Banden aus Nordholland Utrecht 1268 räumten, so weigerten sich doch die Bürger der Stadt, welche er mit geldrischer Hülfe belagerte, ihn wieder einzulassen, weshalb er sich genöthigt sah, seinen Sitz bis 1270 nach Deventer zu verlegen. Mit Hülfe Otto’s II. und Zweders van Boesichem bemächtigte er sich wieder Amersfoorts und Utrechts, bedurfte aber zur Wiederherstellung der Ordnung im Innern der Hülfe des Grafen Florens V. von Holland, der von dieser Gelegenheit Gebrauch machte, um von da an einen maßgebenden Einfluss auf das Stift auszuüben. Mit dem Tod von Otto II. von Geldern im 1271 verlor Johann seine wichtigste Unterstützer.
Im Westen des Stifts suchten die Herren von Amstel und die Herren von Woerden eine autonome Position zwischen Holland und das Stift, sie nahmen jede Hilfe opportunistisch an. 1274 sah Gijsbrecht IV. von Amstel im Aufstand der Kennemers, Waterlanders und Westfriesen die Gelegenheit, Johann endgültig zu besiedeln. Er stellte sich an die Spitze der Rebellen und ging mit ihnen nach Utrecht, wo sie Zünfte an die Macht brachten. Dann zogen sich die Rebellen zurück. Johann bat Florens V., die Stadt zurückzuerobern und die frühere Regierungsform wiederherzustellen. Der Versuch von Marschall Zweder van Boesichem, die Stadt zu erobern, gelang im September 1276. Er griff im Morgengrauen an, woraufhin die Stadt nach heftigen Straßenkämpfen in seine Hände fiel. Johann war nach Deventer geflohen und konnte nach Utrecht zurückkehren. Zwei Jahre später war es wieder unruhig in der Stadt, woraufhin der seeländische Adlige Nicolaas van Kats auf Wunsch von Florens V. die Stadt wieder einnahm.
In der Zwischenzeit war Johann jedoch so verschuldet, dass er 1276 die Schlösser Vreeland, Montfoort und Ter Horst – die eigentlich die Grenzen des Stifts verteidigen mussten – an seine Lehnsmänner verpfänden musste, Schloss Vreeland an Gijsbrecht IV. von Amstel, Schloss Montfoort an Hermann VI. von Woerden, und Schloss Ter Horst an Johann I. von Cuijk. Dies machte der Elekt machtlos und er brauchte dringend Geld. 1278 erhielt er daher den Erlös des Zehnten für den Kreuzzug aus dem Dominikanerkloster in Utrecht, was ihm den ewigen Hass der kirchlichen Autoritäten einbrachte.
Johann holte die Hilfe von Florens V. ein, der 1278 finanziell zur Rettung der Elekt kam, um das Pfand zurückzahlen zu können. Florens stimmte am 5. September 1278 mit dem Stadtrat von Utrecht überein, dass er die Stadt mit einem gemischten Rat regieren würde.
Bei der Verpfändung im 1276 hatte Gijsbrecht von Amstel festgelegt, dass er Schloss Vreeland erst ein Jahr nach der Rückzahlung der Verpfändung zurückgeben musste. Als sich Gijsbrecht jedoch Anfang 1280 noch weigerte, Schloss Vreeland an Johann zu übertragen, versuchte der Elekt, zunächst vergeblich, Schloss Vreeland mit militärischen Mitteln zu erobern. Florens V. belagerte daraufhin Schloss Vreeland im Mai 1280 und nahm Gijsbrecht gefangen. Florens zog dann nach Schloss Montfoort und eroberte auch das. Im Januar 1281 legte Florens der Elekt die Rechnung für die Kriegshandlungen vor: 4000 Pfund für Amstelland und 2000 Pfund für Woerden. Da Johann nicht über diesen Betrag verfügte, verpfändete er diese Gebiete Florens, der damit seine Kontrolle in Utrecht erheblich ausbaute. Johann behielt eine gewisse Macht in der Oberstift, weil Graf Rainald I. von Geldern sich hauptsächlich mit dem Limburger Erbfolgestreit befasste.
Als Johann 1288 den Wiederaufbau der in Utrecht niedergebrannten Dom in Angriff nahm, schenkte er den Besuchern einen 180-tägigen Ablass.
Johann wurde 1290 von Papst Nikolaus IV. auf der Grundlage einer ganzen Liste von Vorwürfen abgesetzt; sie scheinen nicht moralischer Natur gewesen zu sein. Johann ließ sich in Deventer nieder, wo er am 13. Juli 1309 starb. Er wurde dort in der Lebuinuskirche beigesetzt.

## Nachkommen
Jan hatte vier Kinder mit einer unbekannten Frau:
1. Johann von Nassau (fiel vor die Nordenberghepoort in Zwolle, 4. Juni 1352); ⚭ (1) Frieda von Appeldoorn († 4. Juli 1350); ⚭ (2) Ermgard ter Oy (erwähnt 4. Juni 1352).
2. Jakob von Nassau († 21. März nach 1340); ⚭ Nenta (1350 erwähnt als Witwe). Aus dieser Ehe wurde geboren:
  1. Eberhard von Nassau († 7. Dezember 1390). Er war Kanoniker in Deventer 1350 und Vikar in der Lebuinuskirche in Deventer.
3. Otto (erwähnt Deventer 1320).
4. Mechteld († Deventer, 1350); ⚭ J. Vrijherte.